# Madame du Barry
Jeanne Bécu, contesă du Barry (n. 19 august 1743  d. 8 decembrie 1793) a fost ultima Maîtresse-en-titre a regelui Ludovic al XV-lea al Franței și una dintre victimele Regimului terorii în timpul Revoluției franceze.

## Primii ani

Portret Madame du Barry, de Elisabeth Vigée Le Brun, 1782.

Jeanne Bécu s-a născut la Vaucouleurs din regiunea Lorena (Franța), fiind fiica nelegitimă a Annei Bécu, o femeie de o frumusețe ispititoare, care era croitoreasă. Este posibil ca tatăl lui Jeanne să fi fost Jean Baptiste Gormand de Vaubernier, un călugăr cunoscut sub numele de "Fratele Angel". În copilărie, unul dintre iubiții mamei sale, domnul Billard-Dumonceaux, tatăl fratelui lui Jeanne, Claude (care a murit la vârsta de 10 luni), le-a luat atât pe Anne, cât și pe Jeanne (pe atunci în vârstă de trei ani) de la Vaucouleurs la Paris, unde a angajat-o pe Anne ca bucătăreasă.
Mica Jeanette a fost plăcută de metresa italiană a lui Dumonceaux, Francesca, care a răsfățat-o în lux. În timp, Dumonceaux a luat decizia de a finanța educația Jeannei la Mănăstirea Saint-Aure. La vârsta de cincisprezece ani, Jeanne a părăsit mănăstirea, iar primul ei serviciu a fost cel de asistentă al unui tânăr coafor pe nume Lametz, apoi damă de companie pentru o doamnă în vârstă, Doamna de la Garde și mai târziu asistentă de modistă într-un magazin de articole de galanterie numit 'À la Toilette', deținut de un anumit domn Labille, cu fiica căruia, viitoarea pictoriță Adélaïde Labille-Guiard, Jeanne a devenit bună prietenă. Frumusețea Jeannei a atras atenția lui Jean-Baptiste du Barry, un proxenet de înaltă clasă, proprietar de cazinou în anul 1763, când Jeanne era animatoare la un bordel-cazinou deținut de Madame Quisnoy.
Jeanne s-a prezentat sub numele Jeanne Vaubernier. Jean-Baptiste și Jeanne au devenit iubiți și a ajutat-o în cariera de curtezană în cele mai înalte cercuri ale societății pariziene.

## Metresă a regelui Ludovic al XV-lea

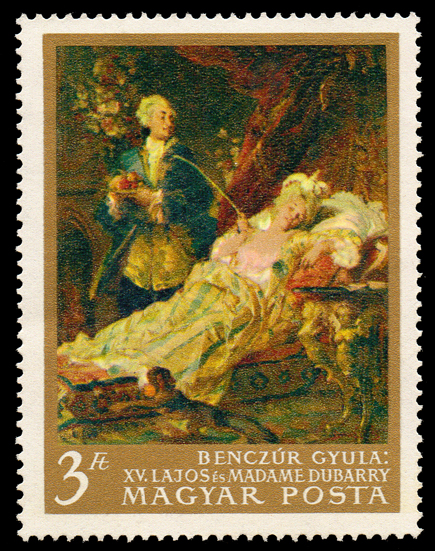
Timbru unguresc, reproducere după Ludovic al XV-lea și Madame du Barry de Gyula Benczur.

Sub numele de Domnișoara Lange a devenit imediat o senzație la Paris. Elegantul duce de Richelieu, Louis François Armand du Plessis, a devenit unul din clienții ei fideli. Regele Ludovic al XV-lea a întâlnit-o în 1768 prin intermediul lui Lebel, primul valet de cameră al regelui. Jeanne nu se putea califica drept amantă regală oficială decât dacă avea un titlu; acest lucru s-a rezolvat prin căsătoria cu fratele lui du Barry, contele Guillaume du Barry, la 1 septembrie 1768.
Pentru moment, Jeanne a fost instalată în fostele camere ale lui Lebel. Ea a trăit o viață singuratică, nu putea fi văzută cu regele, deoarece nu avusese loc prezentarea oficială la Curte. Finanțatoarea ei oficială, Madame de Béarn, a prezentat-o Curții de la Versailles la 22 aprilie 1769. Jeanne a purtat o rochie din brocart cu arcuri laterale enorme, rochie comandată special de Richelieu și bijuterii trimise de rege cu o noapte înainte.
Jeanne a avut un triumf extraordinar. Purta acum rochii extravagante atât ca proporții, cât și ca prețuri, costisitoare pentru trezorerie. Cu diamante care îi acopereau gâtul delicat și îi împodobeau urechile, ea era acum metresa declarată (maîtresse déclarée) a regelui. Datorită noii ei poziții la Curte, și-a făcut atât prieteni și cât și dușmani. Rivala ei a fost Contesa Béatrix de Grammont, sora lui Choiseul, care zadarnic a încercat să obțină locul Marchizei de Pompadour.
Jeanne s-a obișnuit repede să trăiască în lux. Ea a primit de la rege un băiat bengalez, Zamor, pe care l-a îmbrăcat în haine elegant pentru a-l scoate în evidență. În conformitate cu Stanley Loomis, biograful ‘Du Barry’, rutina zilnică a Jeannei începea la orele 9, când Zamor îi aducea ceașca cu ciocolată. Mai târziu, ea era îmbrăcată într-o rochie fină și împodobită cu bijuterii. Apoi, coaforul Nokelle pentru ocazii speciale, sau Berline pentru rutina de fiecare zi, veneau să-i coafeze părul în pulberi și bucle. După ce era gata, ea își primea prietenii, croitoresele, bijutierii și artiștii care sperau că ea va fi interesată să cumpere ceva din ofertele lor. Era extravagantă însă avea inima bună. Când Contele și Contesa de Lousene au fost evacuați cu forța de la castelul lor din cauza unor datorii grele, ei au fost condamnați la decapitare, deoarece contesa a împușcat mortal un executor judecătoresc și un ofițer de poliție . Spre norocul lor, erau prieteni buni cu Doamna de Béarn, care i-a spus Jeannei situația lor. Deși avertizată de Richelieu de posibilul eșec, ea a cerut regelui să-i ierte, refuzând să se ridice din poziția ei îngenuncheată dacă acesta nu acceptă cererea ei. Ludovic al XV-lea a fost uimit și i-a spus: "Doamnă, eu sunt încântat de faptul că prima favoare pe care o cereți de la mine este un act de milă!".
Spre deosebire de predecesoarea sa, Madame de Pompadour, care nu era interesată de politică, preferând să-și petreacă timpul făcându-și haine noi și comandându-și bijuterii, Jeanne era de partea facțiunii care l-a dat jos pe ducele de Choiseul, ministrul afacerilor externe. Regele a mers atât de departe încât i-a permis să participe la ședințele Consiliului de Stat.

Pavilionul de muzică al Doamnei du Barry, Louveciennes.

În timp ce Jeanne era cunoscută pentru caracterul ei bun și pentru sprijinul acordat artiștilor, a devenit tot mai nepopulară din cauza extravaganței financiare a regelui față de ea. Relația ei cu Maria Antoaneta, care s-a căsătorit cu Delfinul Franței, a fost polemică. Maria Antoaneta l-a sprijinit pe Choiseul ca adept al alianței cu Austria și a sfidat, de asemenea, protocolul de la Curte prin refuzul de a vorbi cu Doamna du Barry. Furioasă, Doamna du Barry s-a plâns regelui. În cele din urmă, în timpul unui bal în ziua de Anul Nou 1772, Maria Antoaneta a vorbit cu ea, spunând, "Sunt mulți oameni astăzi la Versailles".
În timp, regele a început să se gândească în mod constant la moarte și pocăință, și chiar să lipsească de la "întâlnirile" din budoarul Jeannei. În timp ce stătea cu ea la Micul Trianon, Ludovic a simțit primele simptome de variolă. A fost adus la palat în timpul nopții, iar cele trei fiice și Doamna du Barry au rămas alături de el. La 4 mai 1774, regele i-a sugerat Jeannei să părăsească Versailles atât pentru a o proteja de infecție, cât și pentru a se pregăti pentru spovedanie. Madame du Barry s-a retras la moșia sa de lângă Rueil.

După moartea lui Ludovic al XV-lea, a fost exilată la biserica Pont-aux-Dames lângă Meaux-en-Brie..

## Viața după Ludovic al XV-lea

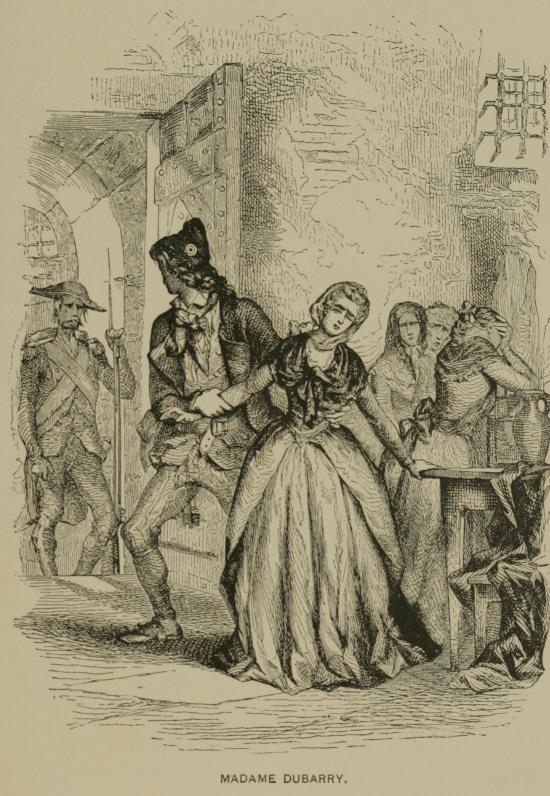
Madame du Barry dusă la eșaford, de Tighe Hopkins, 1897.

Doi ani mai târziu, s-a mutat la Castelul Louveciennes. Anul următor, a avut o relație cu Louis Hercule Timolon de Cossé, Duce de Brissac. Mai târziu s-a îndrăgostit de Henry Seymour, pe care l-a întâlnit când el s-a mutat împreună cu familia lui în vecinătatea Castelului. În timp, Seymour s-a săturat de aventura lui secretă și i-a trimis o pictură Jeannei cu cuvintele „lasă-mă în pace” scrise în engleză în partea de jos a pânzei. Ducele de Brissac s-a dovedit mai credincios și a păstrat-o pe Jeanne în inimă deși era gelos pe aventura cu Seymour.
Din păcate, Revoluția franceză a adus nenorocire pentru cei doi. Brissac a fost capturat în timp ce vizita Parisul și a fost sacrificat de mulțime. Târziu în noapte, Jeanne auzit sunetul mulțimii care se apropia de castel și prin fereastra deschisă prin care se uita, cineva a aruncat o cârpă pătată de sânge. Spre oroarea ei, înauntru era capul lui Brissac, la vederea căruia a leșinat.
În 1792 a fost suspectată că a ajutat financiar émigrés (loaiali ai vechiului regim) care au fugit de Revoluția franceză. Zamor, împreună cu un alt membru al suitei du Barry s-au alăturat clubului iacobin. El a devenit un adept al revoluționarului Grieve și apoi un lucrător în cadrul Comitetului de Siguranță Publică. Du Barry a aflat și l-a interogat pe Zamor despre legătura cu Grieve. A primit trei zile de preaviz să plece din serviciul ei. Zamor a făcut acest lucru fără să ezite și și-a denunțat stăpâna Comitetului. În anul următor a fost arestată. Mărturia lui Zamor din timpul procesului a trimis-o pe contesă la ghilotină, împreună cu mulți alții. Tribunalul Revoluționar din Paris a acuzat-o de trădare și a condamnat-o la moarte. La 8 decembrie 1793, Madame du Barry a fost decapitată prin ghilotinare în Piața Revoluției (în zilele noastre, Place de la Concorde).
Pe drum spre ghilotină, s-a prăbușit și a strigat "Îmi faci rău! De ce?!" Îngrozită, ea a cerut mulțimii indiferente milă și ajutor. Ultimele ei cuvinte către călău au fost: "Încă o clipă, domnule călău, te implor!". 
Deși moșiile ei franceze au ajuns la Tribunalul din Paris, ea reușit să scoată bijuteriile din Franța în Anglia unde au fost vândute la licitația Christie de la Londra în 1795.